# Souper Ligka Ellada 2016-2017
La Souper Ligka Ellada 2016-2017 è l'81ª edizione della massima serie del campionato di calcio greco, iniziata il 10 settembre 2016.

## Stagione

### Formula
Le squadre partecipanti sono sedici e disputano un girone di andata e ritorno per un totale di 30 partite.
Le ultime due classificate retrocedono direttamente in Football League.
Il punteggio prevede tre punti per la vittoria, uno per il pareggio e nessuno per la sconfitta.
Le squadre ammesse alle coppe europee sono cinque: i campioni alla fase a gironi della UEFA Champions League 2017-2018 mentre per l'altro posto disponibile in Champions League e i tre per la UEFA Europa League 2017-2018 si disputata un girone al quale partecipano le squadre classificate dal secondo al quinto posto che giocano un totale di sei partite. La vincitrice di questo girone si qualifica alla Champions League e le altre alla UEFA Europa League.
| Club             | Città      | Stadio                                     | Stagione precedente         |
| ---------------- | ---------- | ------------------------------------------ | --------------------------- |
| AEK Atene        | Atene      | Olympiakó Stádio Spyros Louis              | 2º posto                    |
| Asteras Tripolīs | Tripoli    | Stadio Theodōros Kolokotrōnīs              | 7º posto                    |
| Atromītos        | Peristeri  | Stadio Peristeri                           | 8º posto                    |
| Īraklīs          | Salonicco  | Ethniko Kaftanzogleio Stadio Thessalonikis | 12º posto                   |
| Kerkyra          | Corfù      | Stadio Kerkyras                            | 2º posto in Football League |
| Larissa          | Larissa    | AEL FC Arena                               | 1º posto in Football League |
| Levadeiakos      | Livadia    | Stadio Levadias                            | 10º posto                   |
| Olympiacos       | Il Pireo   | Stadio Geōrgios Karaiskakīs                | Campione                    |
| Panaitōlikos     | Agrinio    | Stadio Panaitolikou                        | 11º posto                   |
| Panathīnaïkos    | Atene      | Stadio Apostolos Nikolaidis                | 3º posto                    |
| Paniōnios        | Nea Smyrnī | Stadio Nea Smyrnī                          | 5º posto                    |
| PAOK             | Salonicco  | Stadio Toumba                              | 4º posto                    |
| PAS Giannina     | Giannina   | Stadio Zosimades                           | 6º posto                    |
| Platanias        | Platanias  | Perivolia Municipal Stadium                | 9º posto                    |
| GAS Veria        | Veria      | Stadio Veria                               | 14º posto                   |
| Xanthī           | Xanthi     | Xanthi FC Arena                            | 15º posto                   |

### Allenatori e primatisti
| Squadra          | Allenatore                                      | Calciatore più presente | Capocannoniere |
| ---------------- | ----------------------------------------------- | ----------------------- | -------------- |
| AEK Atene        | Temuri Ketsbaia (1ª-6ª) José Morais             |                         |                |
| Asteras Tripolīs | Makis Chavos (1ª-5ª) Dimitrios Eleftheropoulos  |                         |                |
| Atromītos        | Traïanos Dellas (1ª) Georgios Korakakis         |                         |                |
| Īraklīs          | Nikos Papadopoulos (1ª-5ª) Ioannis Amanatidis   |                         |                |
| Kerkyra          | Michalis Grigoriou                              |                         |                |
| Larissa          | Aggelos Anastasiadīs                            |                         |                |
| Levadeiakos      | Ratko Dostanić                                  |                         |                |
| Olympiacos       | Paulo Bento                                     |                         |                |
| Panaitōlikos     | Ioannis Matzourakis                             |                         |                |
| Panathīnaïkos    | Andrea Stramaccioni (1ª-12ª) Marinos Ouzounidīs |                         |                |
| Paniōnios        | Vladan Milojević                                |                         |                |
| PAOK             | Vladimir Ivić                                   |                         |                |
| PAS Giannina     | Giannis Petrakis                                |                         |                |
| Platanias        | Georgios Paraschos                              |                         |                |
| GAS Veria        | Alekos Vosniadis (1ª-5ª) Thomas Grafas          |                         |                |
| Xanthī           | Răzvan Lucescu                                  |                         |                |

## Stagione regolare

### Classifica
|  | Pos. | Squadra          | Pt | G  | V  | N  | P  | GF | GS | DR  |
|  | ---- | ---------------- | -- | -- | -- | -- | -- | -- | -- | --- |
|  | 1.   | Olympiacos       | 67 | 30 | 21 | 4  | 5  | 57 | 16 | +41 |
|  | 2.   | PAOK             | 61 | 30 | 20 | 4  | 6  | 52 | 19 | +33 |
|  | 3.   | Panathīnaïkos    | 57 | 30 | 16 | 9  | 5  | 45 | 19 | +26 |
|  | 4.   | AEK Atene        | 53 | 30 | 14 | 11 | 5  | 54 | 23 | +31 |
|  | 5.   | Paniōnios        | 52 | 30 | 15 | 7  | 8  | 35 | 23 | +12 |
|  | 6.   | Xanthī           | 48 | 30 | 13 | 9  | 8  | 34 | 25 | +9  |
|  | 7.   | Platanias        | 42 | 30 | 11 | 9  | 10 | 34 | 38 | -4  |
|  | 9.   | Atromītos        | 39 | 30 | 11 | 6  | 13 | 29 | 38 | -9  |
|  | 8.   | PAS Giannina     | 36 | 30 | 8  | 12 | 10 | 30 | 37 | -7  |
|  | 10.  | Kerkyra          | 32 | 30 | 8  | 8  | 14 | 22 | 43 | -21 |
|  | 11.  | Panaitōlikos     | 31 | 30 | 8  | 7  | 15 | 29 | 40 | -11 |
|  | 12.  | Asteras Tripolīs | 28 | 30 | 6  | 10 | 14 | 34 | 49 | -15 |
|  | 13.  | Larissa          | 28 | 30 | 6  | 10 | 14 | 23 | 42 | -19 |
|  | 14.  | Levadeiakos      | 26 | 30 | 6  | 8  | 16 | 27 | 49 | -22 |
|  | 15   | Īraklīs          | 26 | 30 | 6  | 11 | 13 | 28 | 39 | -11 |
|  | 16.  | GAS Veria        | 22 | 30 | 5  | 7  | 18 | 23 | 56 | -33 |

Legenda:

      Campione di Grecia e ammesso alla UEFA Champions League 2017-2018
      Ammesse ai play-off UEFA
      Retrocesse in Football League
Note:

Tre punti a vittoria, uno a pareggio, zero a sconfitta.

### Risultati
|                  | AEK  | Ast  | Atr  | Ira  | Ker  | Lar | Lev  | Oly  | Pna  | Pnk  | Pio  | PSa  | PAS  | Pla  | Ver  | Xan  |
| ---------------- | ---- | ---- | ---- | ---- | ---- | --- | ---- | ---- | ---- | ---- | ---- | ---- | ---- | ---- | ---- | ---- |
| AEK Atene        | –––– | 2-0  | 2-2  | 0-0  | 5-0  | 3-0 | 4-0  | 1-0  | 2-3  | 0-0  | 0-0  | 3-0  | 1-1  | 3-0  | 6-0  | 4-1  |
| Asteras Tripolis | 3-2  | –––– | 0-1  | 2-2  | 1-2  | 1-1 | 1-0  | 0-0  | 0-5  | 4-1  | 1-1  | 1-2  | 1-1  | 2-0  | 0-0  | 0-0  |
| Atromitos        | 0-1  | 1-0  | –––– | 1-0  | 1-4  | 0-0 | 2-0  | 0-1  | 0-1  | 0-2  | 1-2  | 0-2  | 1-1  | 4-1  | 1-0  | 2-1  |
| Iraklis          | 2-2  | 1-1  | 1-2  | –––– | 0-0  | 1-1 | 1-0  | 1-2  | 1-1  | 2-1  | 1-2  | 1-1  | 2-1  | 1-1  | 1-1  | 0-1  |
| Kerkyra          | 1-1  | 2-0  | 1-1  | 0-3  | –––– | 2-0 | 1-0  | 0-2  | 1-1  | 0-0  | 1-0  | 0-5  | 0-1  | 0-1  | 2-0  | 1-0  |
| Larissa          | 1-2  | 1-4  | 1-2  | 2-2  | 1-1  | ––– | 2-1  | 1-0  | 0-0  | 1-0  | 2-0  | 0-2  | 1-1  | 0-0  | 2-1  | 1-0  |
| Levadiakos       | 0-2  | 1-1  | 1-1  | 3-0  | 2-1  | 1-1 | –––– | 1-1  | 0-3  | 2-1  | 1-4  | 0-1  | 2-1  | 1-2  | 3-1  | 1-1  |
| Olympiakos       | 3-0  | 2-1  | 2-0  | 3-0  | 0-0  | 2-0 | 4-0  | –––– | 3-0  | 3-1  | 0-1  | 2-1  | 5-0  | 2-1  | 6-1  | 2-0  |
| Panathinaïkos    | 0-0  | 3-1  | 1-0  | 2-0  | 1-0  | 2-0 | 0-0  | 1-0  | –––– | 4-0  | 1-0  | 1-0  | 4-0  | 2-1  | 5-0  | 1-2  |
| Panetolikos      | 3-2  | 1-1  | 2-0  | 2-0  | 4-0  | 2-1 | 2-0  | 0-2  | 0-0  | –––– | 0-2  | 0-1  | 1-2  | 1-2  | 1-0  | 2-3  |
| Panionios        | 1-1  | 3-0  | 2-1  | 1-0  | 1-0  | 1-0 | 1-3  | 0-2  | 1-1  | 2-0  | –––– | 0-1  | 1-1  | 1-1  | 1-2  | 2-0  |
| PAOK Salonicco   | 1-0  | 3-2  | 3-4  | 1-0  | 5-1  | 2-0 | 3-0  | 2-0  | 3-0  | 2-1  | 1-0  | –––– | 0-1  | 3-0  | 4-0  | 0-0  |
| PAS Giannina     | 1-1  | 1-2  | 3-0  | 1-2  | 1-0  | 4-0 | 0-0  | 0-2  | 1-1  | 0-0  | 1-0  | 0-1  | –––– | 0-0  | 2-0  | 1-1  |
| Platanias        | 0-2  | 3-0  | 3-0  | 1-0  | 2-1  | 3-2 | 3-2  | 2-2  | 1-0  | 0-0  | 1-1  | 1-3  | 3-3  | –––– | 1-0  | 0-1  |
| Veria            | 0-2  | 4-3  | 0-1  | 0-2  | 4-0  | 1-1 | 2-0  | 1-2  | 1-1  | 1-1  | 0-1  | 0-0  | 3-0  | 0-0  | –––– | 0-4  |
| Xanthi           | 0-0  | 3-1  | 0-0  | 3-1  | 0-0  | 1-0 | 2-2  | 0-2  | 1-0  | 3-0  | 0-2  | 0-0  | 2-0  | 1-0  | 3-0  | –––– |

## Play-off UEFA

### Classifica
PAOK +2 punti per regolamento
 Panathīnaïkos +1 punto per regolamento{| class="wikitable sortable" style="text-align: center; font-size: 90%;"
! width="7%" |
! width="7%" |Pos.
! width="27%" |Squadra
! width="10%" |Pt
! width="7%" |G
! width="7%" |V
! width="7%" |N
! width="7%" |P
! width="7%" |GF
! width="7%" |GS
! width="7%" |DR
|- style="background:#CCFFFF" align="center"
| ||2.|| style="text-align:left;" | AEK Atene||12||6||4||0||2||5||3||+2
|- style="background:#B0FFB0" align="center"
| ||3.|| style="text-align:left;" | Panathīnaïkos||8||6||3||1||2||6||7||-1
|- style="background:#B0FFB0" align="center"
| ||4.|| style="text-align:left;" | PAOK||5||6||3||0||3||7||5||+2
|- style="background:#CCFFCC" align="center"
| ||5.|| style="text-align:left;" | Paniōnios||4||6||1||1||4||3||6||-3
|}
Legenda:

      Ammesso al terzo turno di qualificazione della UEFA Champions League 2017-2018
      Ammesse al terzo turno di qualificazione della UEFA Europa League 2017-2018
      Ammesso al secondo turno di qualificazione della UEFA Europa League 2017-2018
Note:

Tre punti a vittoria, uno a pareggio, zero a sconfitta.

### Risultati
|                | AEK  | Pna  | Pio  | PSa  |
| -------------- | ---- | ---- | ---- | ---- |
| AEK Atene      | –––– | 1-0  | 0-1  | 1-0  |
| Panathinaikos  | 1-0  | –––– | 0-1  | 0-3  |
| Panionios      | 1-2  | 1-0  | –––– | 0-1  |
| PAOK Salonicco | 0-1  | 2-3  | 1-0  | –––– |

## Statistiche

### Individuali

#### Classifica marcatori
| Gol |  |  | Giocatore           | Squadra          |
| --- |  |  | ------------------- | ---------------- |
| 22  |  |  | Marcus Berg         | Panathīnaïkos    |
| 19  |  |  | Hamza Younés        | Xanthī           |
| 13  |  |  | Pedro Conde         | PAS Giannina     |
| 13  |  |  | Brown Ideye         | Olympiacos       |
| 11  |  |  | Giōrgos Giakoumakīs | Platanias        |
| 10  |  |  | Michalīs Manias     | Asteras Tripolīs |
| 9   |  |  | Thōmas Nazlidīs     | Larissa          |
| 9   |  |  | Ben Nabouhane       | Paniōnios        |
| 9   |  |  | Tomáš Pekhart       | AEK Atene        |
| 8   |  |  | Giōrgos Manousos    | Platanias        |